# Aleiodes melanopodus
Aleiodes melanopodus är en stekelart som beskrevs av Marsh och Shaw 1999. Aleiodes melanopodus ingår i släktet Aleiodes och familjen bracksteklar. Inga underarter finns listade i Catalogue of Life.